# Flugzeugkollision über dem Grand Canyon
United-Air-Lines-Flug 718 war ein Linienflug vom Los Angeles International Airport nach Chicago, Newark und Philadelphia, auf dem eine Douglas DC-7 am 30. Juni 1956 mit einer Lockheed Super Constellation auf dem TWA-Flug 2 auf dem Weg von Los Angeles nach Kansas City und New York über dem Grand Canyon in der Luft kollidierte, wobei alle 128 Personen an Bord der beiden Maschinen getötet wurden.

## Fluggeräte
Der TWA-Flug 2 wurde mit einer Lockheed Super Constellation mit dem Namen Star of the Seine und dem Luftfahrzeugkennzeichen N6902C durchgeführt, welche 64 Passagiere und sechs Besatzungsmitglieder an Bord hatte. Die Super Constellation war um 09:01 Uhr gestartet, 31 Minuten nach der geplanten Abflugszeit. Der Flug verlief bis Daggett im kontrollierten Luftraum und verließ diesen dann mit einem Kurs von 59 Grad in Richtung Trinidad, Colorado.
Das Flugzeug des United-Flugs 718 war Mainliner Vancouver, eine Douglas DC-7 mit dem Kennzeichen N6324C, in der sich 53 Passagiere und fünf Besatzungsmitglieder befanden. Die DC-7 verließ Los Angeles um 09:04 Uhr und flog in einer Flughöhe von 21.000 Fuß im kontrollierten Luftraum bis Palm Springs und verließ danach den kontrollierten Luftraum dann mit einem Kurs von 46 Grad in Richtung St. Joseph, Missouri.

## Ablauf
Für beide Flugzeuge wurde angenommen, dass diese gegen 10:31 Uhr eine Positionslinie an der Painted Desert erreichen würden. Diese Wüste ist etwa 280 Kilometer lang und reicht vom Bryce Canyon, Utah bis nach Winslow, Arizona und lag außerhalb des kontrollierten Luftraumes.
Wie in der damaligen Zeit üblich, waren Flugzeuge nicht direkt mit der Luftverkehrskontrolle in Verbindung, sondern durch den firmeneigenen Funkoperator der Fluggesellschaft. Durch diesen erfragten die Piloten des Fluges 2 die Freigabe einer Flughöhe von 21.000 Fuß. Dieser Wunsch wurde jedoch wegen der United DC-7 abgelehnt, da die beiden Flugzeuge später im kontrollierten Luftraum in Konflikt geraten würden. Stattdessen erhielten die Piloten auf dem Flug 2 eine Freigabe für “1,000 feet on top”, das heißt 1000 Fuß über der Wolkendecke, wobei der Flugkapitän selbst dafür verantwortlich war, die Super Constellation von anderen Flugzeugen entfernt zu halten. Diese Freigabe erlaubte es allerdings der TWA-Maschine, bis auf 21.000 Fuß zu steigen.
Um 10:31 Uhr hörten sowohl Funker von United Air Lines in Salt Lake City, Utah, als auch in San Francisco, Kalifornien, einen verstümmelten Funkspruch auf der Frequenz der Fluggesellschaft. Dies war der letzte Kontakt mit einem der beiden Flugzeuge. Spezialisten des Civil Aeronautics Board entzifferten später die Übertragung als die Stimme des Kopiloten des Fluges 718, der sagte: “Salt Lake, ah, 718 … we are going in!”. Die Überreste beider Flugzeuge und die Leichen wurden am nächsten Tag im Grand Canyon nahe der Mündung des Little Colorado Rivers in den Colorado River gefunden. Alle 128 Personen an Bord beider Maschinen wurden beim Aufprall getötet.
Der Flugunfall führte zu einer weitreichenden Reaktion der Medien in den Vereinigten Staaten. Ein Kongressausschuss überprüfte den Zustand des Luftverkehrs, wobei eines der Themen die große Zahl von Zusammenstößen und Beinahezusammenstößen aufgrund des veralteten Systems der Luftverkehrskontrolle war. Die Flugsicherung litt unter Geldmangel und fehlendem Personal und war, ohne Radar, nicht in der Lage, den Flugverkehr außerhalb der klar markierten Luftstraßen und der Kontrollzonen um die großen Flughäfen herum zu kontrollieren. Dort waren Flugzeuge sich selbst überlassen und mussten nach dem Prinzip „Sehen und gesehen werden“ navigieren. In diesem Beispiel war die Luftverkehrskontrolle trotz der Erwartung, dass beide Flugzeuge zur selben Zeit die 175 Meilen (280 km) lange „Painted Desert Line“ erreichen würden, nicht in der Lage, die Flugbahnen beider Maschinen auseinanderzuhalten, ohne den genauen Punkt des Erreichens dieser Linie zu kennen. Außerdem funktionierte das Prinzip „Sehen und gesehen werden“ bei niedrigeren Fluggeschwindigkeiten und in niedriger Flughöhe, war jedoch eine unsichere Methode in Flughöhen, in denen die Sichtverhältnisse selbst an klaren Tagen getrübt sein konnten.
Das Civil Aeronautics Board (die Vorgängerinstitution des National Transportation Safety Board) stellte als vermutliche Unfallursache fest:

“The Board determines that the probable cause of this mid-air collision was that the pilots did not see each other in time to avoid the collision. It is not possible to determine why the pilots did not see each other, but the evidence suggests that it resulted from any one or a combination of the following factors: Intervening clouds reducing time for visual separation, visual limitations due to cockpit visibility, and preoccupation with normal cockpit duties, preoccupation with matters unrelated to cockpit duties such as attempting to provide the passengers with a more scenic view of the Grand Canyon area, physiological limits to human vision reducing the time opportunity to see and avoid the other aircraft, or insufficiency of en route air traffic advisory information due to inadequacy of facilities and lack of personnel in air traffic control.”

„Das Board ermittelt, dass die wahrscheinliche Ursache dieses Zusammenstoßes in der Luft war, dass die Piloten einander nicht rechtzeitig sahen, um die Kollision zu vermeiden. Es ist nicht möglich zu entscheiden, warum sich die Piloten nicht gegenseitig gesehen haben, aber die Evidenzen deuten darauf hin, dass es die Folge einer oder eine Kombination der nachfolgenden Faktoren war: Störende Wolken und damit kürzere Zeit zur visuellen Erkennung, Beschränkungen der Sicht und Beschäftigung mit normalen Tätigkeiten im Cockpit, Beschäftigung mit Dingen, die nicht mit den üblichen Tätigkeiten im Cockpit im Zusammenhang stehen, wie etwa der Versuch, den Passagieren einen besseren Blick auf den Grand Canyon zu bieten, physiologische Beschränkungen der menschlichen Sicht, die die Reaktionszeit des Erkennens und des Vermeidens des anderen Flugzeuges reduzierten oder mangelhafte Flugverkehrsinformationen aufgrund Untauglichkeit der Einrichtungen und Mangels an Personal in der Luftverkehrskontrolle.“

Der Flugunfall unterstrich die Begrenzungen, denen das Prinzip „Sehen und gesehen werden“ unterlag, und führte mit einer Reihe anderer Kollisionen in der Luft zu verschiedenen Entwicklungen im System der Luftverkehrskontrolle in den Vereinigten Staaten. Eine Verbesserung der Bodeneinrichtungen erlaubt es den Flugzeugen, ständig mit der Flugsicherung in Kontakt zu sein. Das Konzept der engen kontrollierten Luftstraßen wurde durch weiter ausgelegte Flugzonen abgelöst. Die CAA (Vorläufer der FAA) stimmte schließlich zu, Radar zur Kontrolle des Flugverkehrs zu verwenden, und benutzte dazu in der Anfangszeit militärische Einrichtungen. Flugzeuge in größerer Flughöhe durften nicht mehr nach Sichtflugregeln fliegen. Für den nicht kontrollierten Luftraum wurden Verkehrshinweise eingeführt. Durch diese Änderungen, deren Umsetzung einige Jahre in Anspruch nahm, wurde die Zahl der Kollisionen und Beinahezusammenstöße in der Luft deutlich reduziert.
TWA verwendete die Flugnummer 2 später bis zur Fusion mit American Airlines auf der Route Honolulu–St. Louis. 2013 verwendete United Airlines die Flugnummer 718 für die Verbindungen von San Francisco nach Mexiko-Stadt und San Diego.

## Absturzorte
Die beiden Absturzorte liegen im Nordosten des Grand-Canyon-Nationalparks und wurden am 22. April 2014 als National Historic Landmark ausgewiesen. 1957 und erneut 1976 wurden alle größeren Überreste der Flugzeuge und sonstigen Trümmerteile bei gründlichen Untersuchungen eingesammelt und entfernt. Die genauen Koordinaten der Absturzorte auf den beiden Ufern des Colorado Rivers oberhalb des Marble Canyon werden geheim gehalten, sie liegen in einem nicht durch Wege erschlossenen Teil des Parks und das Umfeld ist aus Gründen der Pietät auch für Backcountry-Trekking gesperrt.

## Verfilmung
Im Jahre 2012 wurde der Unfall als sechste Folge der 10. Staffel als Grand Canyon Disaster auf Englisch und als Zusammenstoß über dem Grand Canyon auf Deutsch bei der kanadischen Fernsehserie Mayday – Alarm im Cockpit nachgestellt.